# HMAS Benalla (J323)
HMAS Benalla (J323) was een Australisch korvet van de Bathurstklasse en werd hoofdzakelijk gebruikt voor het begeleiden van konvooien van en naar Nieuw-Guinea. Het schip is vernoemd naar de Australische stad Benalla in de staat Victoria. De bouw van de Benalla vond plaats bij de scheepswerf HMA Naval Dockyard in Williamstown.